# والنتین گومز فاریاس
والنتین گومز فاریاس (انگلیسی: Valentín Gómez Farías; ۱۴ فوریهٔ ۱۷۸۱ – ۵ ژوئیهٔ ۱۸۵۸) سیاستمدار، و پزشک اهل اسپانیای نو بود.